# Loïc Damour
Loïc Damour (Chantilly, 8 gennaio 1991) è un ex calciatore francese, di ruolo centrocampista.

## Caratteristiche tecniche
È un mediano.

## Carriera

### Club
Cresciuto nelle giovanili dello Strasburgo, ha esordito in prima squadra il 4 agosto 2008 in occasione del match vinto 1-0 contro il Montpellier.

### Nazionale
Ha giocato nelle nazionali giovanili francesi Under-16, Under-17, Under-18, Under-19 ed Under-20.

## Palmarès

### Club

#### Competizioni nazionali
- Scottish Championship: 1

Hearts: 2020-2021